# Yara (azienda)
Yara International ASA è un'azienda chimica norvegese con sede a Oslo e produttrice di fertilizzanti derivati da processi chimici su base azotata, come l'urea. Oltre a questi prodotti, Yara produce e commercializza anche ammoniaca, da cui sintetizza i suoi concimi, e altri prodotti chimici per uso industriale come acido nitrico, soluzioni ureiche, soluzioni ammoniacali, nitrato di calcio, nitrato di ammonio e AdBlue.
Yara è quotata alla Borsa di Oslo. Il governo norvegese possiede più di un terzo di Yara e ne è il maggiore azionista.
La società è stata fondata nel 1905 come Norsk Hydro, il primo produttore mondiale di fertilizzanti azotati, venendo poi trasformata in Yara International ASA il 25 marzo 2004 in seguito alla separazione della divisione Hydro Agri appartenente inizialmente alla Norsk Hydro. Ha oltre 17.000 dipendenti, siti produttivi in sei continenti, operazioni in oltre 50 paesi e vendite in circa 150 paesi.  Nel maggio 2007 Yara ha comprato il 30,05% della società finlandese di fertilizzanti Kemira GrowHow.

## Storia

### 1900-1919
La storia di Yara risale alla fondazione della Norsk hydroelektiske kvelstoffaktieselskab, o Norsk Hydro, come divenne poi nota, nel dicembre 1905, dopo che il fertilizzante azotato fu prodotto con successo a Notodden. Norsk Hydro è stata fondata da Sam Eyde, Kristian Birkeland e Marcus Wallenberg Sr. Nel 1903, Birkeland e Eyde avevano sviluppato la fissazione diretta dell'azoto, chiamata processo Birkeland-Eyde, sulla base di un metodo utilizzato da Henry Cavendish nel 1784.

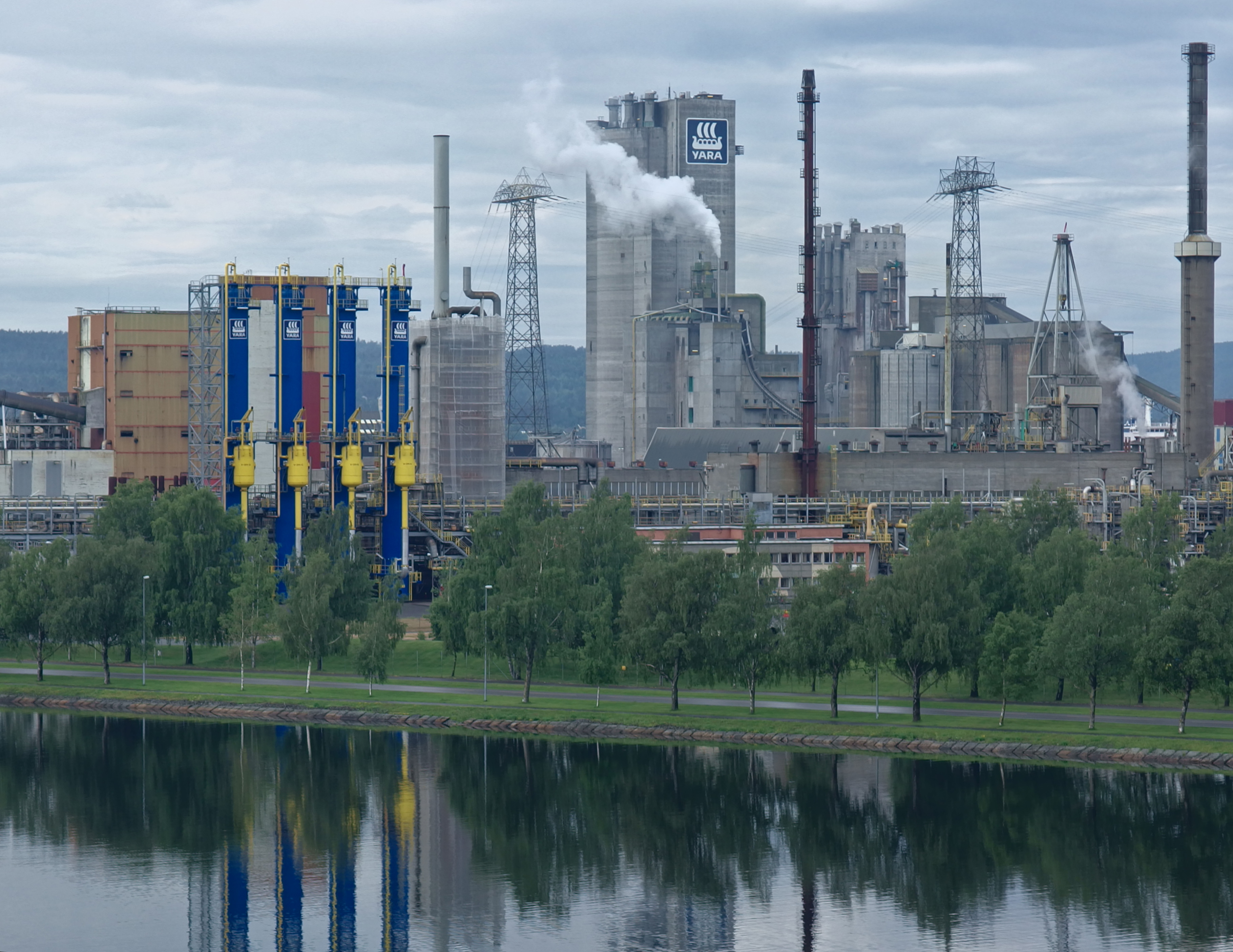
La fabbrica di ammoniaca di Yara a Porsgrunn

L'azienda ha utilizzato le grandi risorse di energia idroelettrica della Norvegia per produrre il suo primo prodotto. Tra il 1906 e il 1919 la Norsk Hydro costruì due centrali idroelettriche a Notodden e Rjukan. L'azienda inviò la sua prima spedizione in Cina nel 1913.

### 1960-1977
Dopo il successo della produzione di fertilizzanti minerali, l'azienda si è espansa in altre attività come il petrolio e i metalli. Nel 1969, Norsk Hydro ha stipulato la sua prima joint venture, con le autorità del Qatar. Con l'accesso a una fonte di gas competitiva e una posizione strategica in Medio Oriente, la joint venture ha aperto un mercato globale per l'azienda.
Norsk Hydro stata guidata da Johan Berthin Holte come CEO dal 1967 al 1977.  Nel 1970, l'azienda è entrata in Asia, Medio Oriente e Nord America. La fine degli anni '70 e la metà degli anni '80 sono stati un periodo di rapida crescita, attraverso l'acquisizione di importanti aziende di fertilizzanti in Francia, Germania, Paesi Bassi e Regno Unito. Alla fine degli anni '90, l'azienda è entrata anche in Brasile e Sudafrica.

### 2004–2008
Nel 2004, Hydro Agri si è separata da Norsk Hydro ed è diventata una società indipendente chiamata Yara International ASA. L'azienda è stata quotata alla Borsa di Oslo il 25 marzo 2004 ed è uno dei principali produttori di ammoniaca, nitrati, prodotti azotati e fertilizzanti speciali NPK.  Da allora, Yara ha continuato ad espandere la sua presenza globale attraverso investimenti in altri paesi, con molte acquisizioni, joint venture e nuovi progetti, principalmente in Africa e Nord e Sud America.
Nel luglio 2006 Yara ha pagato 126 milioni di dollari per una quota di controllo di Fertibras. Questa acquisizione ha dato a Yara oltre il 99% delle azioni con diritto di voto in Fertibras e il 15% di Fosfertil, il più grande produttore in Brasile di fertilizzanti azotati e fosfatici.

### 2008-2014
Nel 2008, Thorleif Enger è andato in pensione e Jørgen Ole Haslestad è diventato CEO. In merito alla sua nomina, Haslestad ha dichiarato: "Yara deve continuare la sua strategia di crescita. L'azienda ha molte opportunità interessanti da perseguire, ad esempio quando si tratta di ambiente, dove contribuiamo a un migliore equilibrio nello sviluppo agricolo e forniamo alcune interessanti soluzioni industriali ai problemi ambientali".  Haslestad ha mantenuto l'incarico fino al 2014, quando la società lo ha licenziato, dicendo che avevano bisogno di qualcuno che potesse completare le imminenti trattative di fusione e che Haslestad era sul punto di ritirarsi.
Svein Richard Brandtzaeg dieci giorni prima aveva deciso di non lasciare Hydro per prendere il timone di Yara, dopo che le trattative contrattuali erano trapelate e le accuse erano state mosse contro Enger, il precedente CEO. A gennaio Yara ha raggiunto un accordo con Vale per vendere le sue azioni brasiliane di Fosfertil per 785 milioni di dollari.
Sempre nel 2010, ANZ Bank ha chiamato i curatori fallimentari sulla quota del 65% di proprietà di Burrup, successivamente venduta a Yara e ad Apache Corporation di New York, che aveva un accordo di fornitura di gas con Burrup.
Il 25 febbraio 2011 il Dipartimento del Tesoro degli Stati Uniti ha revocato le sanzioni che erano in vigore contro la controllata di Yara, Libyan Norwegian Fertilizer, a causa della sua affiliazione con il governo libico.

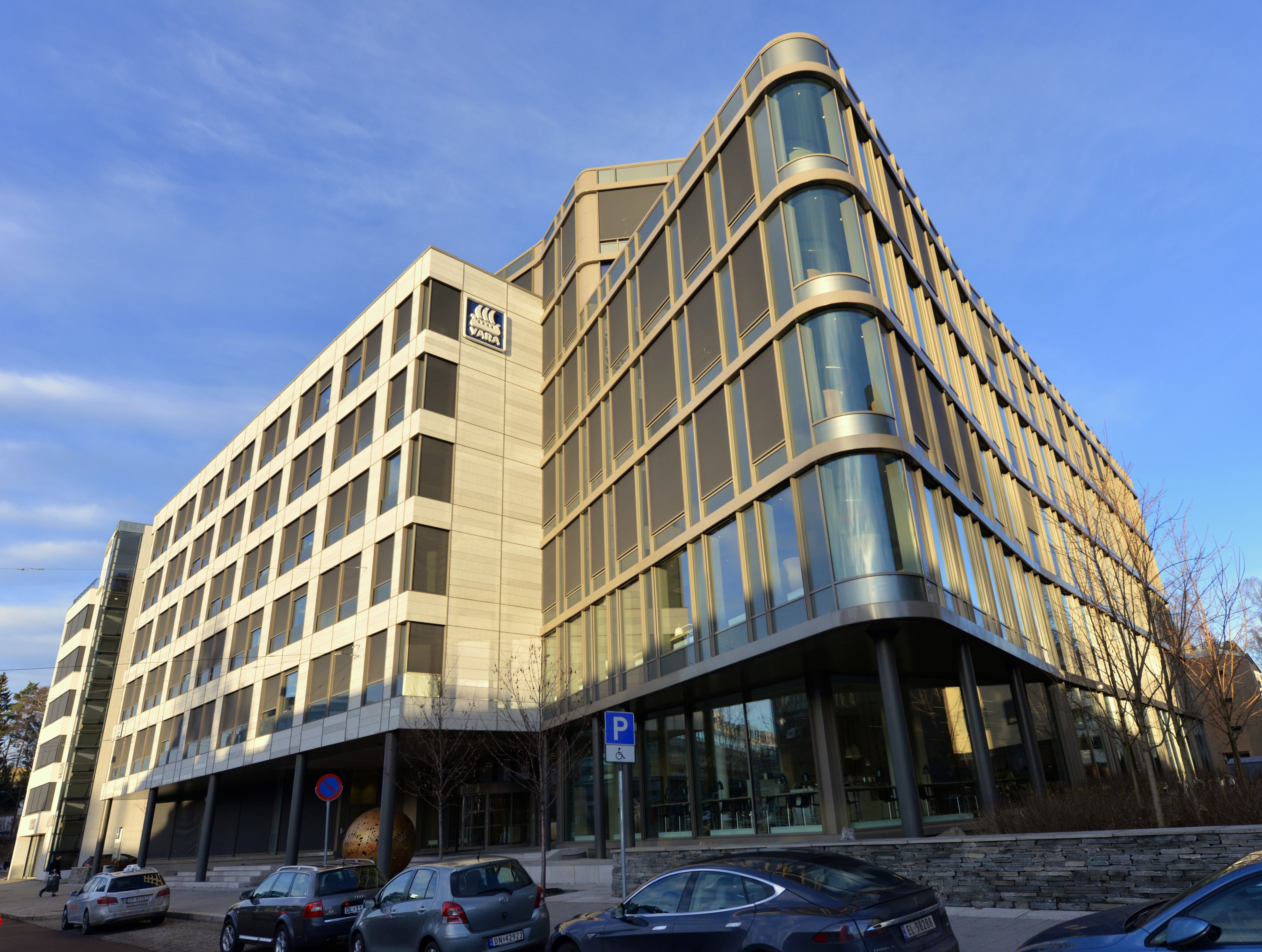
La sede centrale di Yara ad Oslo

Nel marzo 2011 il governo olandese ha congelato circa 3 miliardi di euro di beni libici, tra cui la joint venture Sluiskil di Yara, per metà di proprietà della LIA e della NOCL. Il 3 agosto 2011 Yara ha annunciato che stava vendendo la sua quota nel suo stabilimento russo Rossosh NPK per 390 milioni di dollari.
Nel 2013 Yara è stata coinvolta in uno scandalo che ha coinvolto molte aziende e transazioni che potrebbero non aver avuto luogo. Dagens Næringsliv, il quotidiano economico norvegese ha riferito che Yara ha pagato oltre otto milioni di corone norvegesi a Shukri Ghanem, ex primo ministro libico, ministro del petrolio e comandante della compagnia petrolifera statale. Ghanem era stato trovato morto nel 2012 nel Danubio, in Austria.  Yara ha emesso fatture fittizie per tenere conto dei trasferimenti di denaro, che sono stati depositati sul conto bancario di un parente di Ghanem presso la UBS Bank in Svizzera. L'agenzia anticorruzione norvegese (Økokrim) ha notato i pagamenti nel 2011. Il capo del segmento upstream, Tor Halba, aveva avvertito di possibili pratiche di corruzione in un'e-mail interna del 2008. Gli investigatori si sono imbattuti nei pagamenti quando hanno sequestrato i documenti aziendali di due aziende con sede in Svizzera, una delle quali è la filiale di commercio di fertilizzanti di Yara, Balderton. L'indagine di Yara ha portato alla luce ulteriori casi di corruzione in India. [28] Økokrim ha accusato la società di corruzione grave in entrambi i casi.
Il 26 ottobre 2013 Yara ha acquisito OFD Holding Inc. (OFD) da Omimex Resources Inc. per 425 milioni di dollari, rilevando impianti di produzione in Colombia e società di distribuzione in tutta l'America Latina.

### 2014
Le autorità norvegesi erano state informate dalla società nel 2011 che avrebbe potuto essere coinvolta in corruzione in relazione ai negoziati del 2008 che hanno portato all'investimento nel 2009 di 1,5 miliardi di corone norvegesi in una quota del 50% della Libyan Norwegian Fertiliser Company, o LIFECO.
Nel gennaio 2014, la società ha accettato di pagare una multa di 48 milioni di dollari in un caso di corruzione tra il 2004 e il 2009. La società ha ammesso di aver corrotto alti funzionari governativi in India e Libia, nonché a fornitori in Russia e India.  La multa è stata la più grande mai raggiunta nel suo genere in Norvegia.  Il caso mette due coorti di dirigenti di Yara l'una contro l'altra.
Il 10 gennaio 2014 il governo norvegese ha approvato l'incriminazione dell'ex vice amministratore delegato Daniel Clauw in relazione all'indagine norvegese su Yara.  Altri tre dirigenti di Yara sono stati incriminati nel caso.  Sono stati condannati il 7 luglio 2015. Enger, l'ex amministratore delegato, ha ricevuto la condanna più dura, tre anni. L'ex capo dell'ufficio legale, Kendrick Wallace, è stato condannato a 2 anni e mezzo, mentre Clauw e l'ex coordinatore a monte Tor Halba sono stati condannati a due anni.  Yara International ha annunciato nel settembre 2014 di essere in trattative con CF Industries per una possibile fusione tra pari, un accordo del valore di oltre 27 miliardi di dollari.

### 2015
In Zambia, Yara ha acquisito Greenbelt Fertilizers, un'azienda con una forte presenza in Zambia, Mozambico e Malawi. Nel settembre 2015, Svein Tore Holsether è entrato a far parte di Yara come nuovo Presidente e CEO dell'azienda. Nel 2015 è stato assegnato l'ultimo Premio Yara prima di trasformarsi nell'Africa Food Prize. Il premio è stato lanciato nel 2005. Dal 2016 in poi, il Premio Yara è stato trasformato in Premio Africa Food, in collaborazione con l'Alleanza per una Rivoluzione Verde in Africa (AGRA).
A febbraio 2016 i due impianti di urea e due di ammoniaca di Yara a Brega funzionavano a meno del 50% della loro capacità.
Nel 2017, Yara ha ordinato la Yara Birkeland, che sarà la prima nave autonoma al mondo. Entrato in servizio nel 2018, sarà completamente autonomo entro il 2020.
In relazione alle proteste in Bielorussia nel 2020, la politica dell'opposizione Sviatlana Tsikhanouskaya ha chiesto a Yara International di smettere di lavorare con l'azienda statale bielorussa Belaruskali o di garantire che rispettino i diritti dei lavoratori. L'azienda statale Belaruskali aveva precedentemente licenziato i dipendenti che avevano preso parte a scioperi o manifestazioni. Nel corso di questo, Yara ha pubblicato una dichiarazione in cui ha invitato l'azienda statale bielorussa a smettere di punire i lavoratori.
Nello stesso anno, Yara International ha collaborato con la società energetica EnergyNest AS per integrare un'unità di accumulo di energia termica da 4 MWh nel loro stabilimento di Porsgrunn, in Norvegia.

### Filiale in Italia
La filiale italiana di Yara è l'unico produttore nazionale di urea e ammoniaca; gli impianti sono all'interno del polo chimico di Ferrara. Nel polo chimico di Ravenna sono invece localizzate le produzioni di acido nitrico, NPK e nitrato ammonico. Gli impianti di produzione di Ferrara e Ravenna erano già parte del gruppo EniChem Agricoltura, passati a Hydro Agri nel 1994.